# Alessandria della Rocca

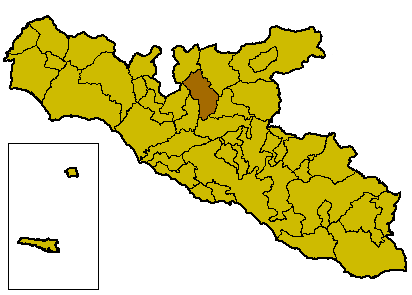
Localització d'Alessandria della Rocca

Alessandria della Rocca (sicilià Lisciànnira di la Rocca) és un municipi italià, dins de la província d'Agrigent. L'any 2008 tenia 3.181 habitants. Limita amb els municipis de Bivona, Cianciana, San Biagio Platani, Sant'Angelo Muxaro i Santo Stefano Quisquina.

## Administració
| Període | Identitat         | Partit        |
| ------- | ----------------- | ------------- |
| 2008-   | Giulio Luigi Mulè | Llista cívica |